# 인센사투 코라상
《인센사투 코라상》(포르투갈어: Insensato Coração)는 2011년 방영된 브라질의 텔레노벨라이다.